# Battaglia di Chengpu
La battaglia di Chengpu (城濮之戰) fu una battaglia combattuta fra la dinastia Jin e quella Chu.

## Svolgimento
La vittoria del duca Wen di Jin consolidò il controllo della dinastia Chu nella regione per almeno una generazione.
La battaglia iniziò con l'avanzata di entrambe le ali dell'esercito Jin. L'ala destra Chu era considerata la più debole e Xu Chen, comandante dell'ala sinistra Jin, attaccò. Xu armò i suoi cavalli da carro con pelli di tigre e lanciò un assalto urgente e vigoroso all'ala destra di Chu. L'attacco ebbe rapidamente successo, disperdendo e demolendo completamente l'ala nemica.
Il Jin sinistro divenne quindi una forza di tenuta, fissando il centro Chu e impedendogli di attaccare il centro Jin o aiutare l'ala sinistra Chu, poiché in entrambi i casi il Jin sinistro lo avrebbe preso sul fianco e sul retro. Nel frattempo, l'ala destra Jin di Hu Mao si era scontrata con il nemico, aveva simulato una ritirata e aveva portato con sé i due grandi stendardi dello stesso comandante in capo Jin. La sinistra Chu, composta da prelievi dagli stati di Shen e Xi, pensava che l'ala destra Jin avesse perso e Ziyu ordinò un inseguimento. Un contingente di carri al comando di Luan Zhi passò davanti e trascinò i rami degli alberi per sollevare una nuvola di polvere e quindi oscurare i movimenti degli uomini di Hu Mao che stavano girando in cerchio e si stavano riformando.
I Jin lasciati aiutati dal centro Jin hanno continuato a mantenere le loro posizioni contro il centro Chu. Sebbene il centro Jin fosse temporaneamente disordinato da un intenso turbine, fu efficace nell'impedire al centro Chu di sostenere la sua ala sinistra. Quando il Chu lasciò l'avanzata, fu catturato sul fianco dalle guardie del corpo del duca Wen, composto dai figli di nobili membri del clan e figli dei suoi stretti seguaci e quindi fiancheggiato dall'esercito centrale di Jin. Nel frattempo, l'intera forza dell'ala destra Jin ha completato il suo giro di ritorno ed è stata supportata alla sua destra dai carri di Luan Zhi per unirsi all'assalto. La sinistra Chu è stata completamente distrutta. Vedendo entrambe le sue ali avvolte, Ziyu ordinò una ritirata generale.